# Saladin (provins)

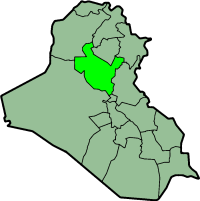
Provinsen Saladins läge i Irak

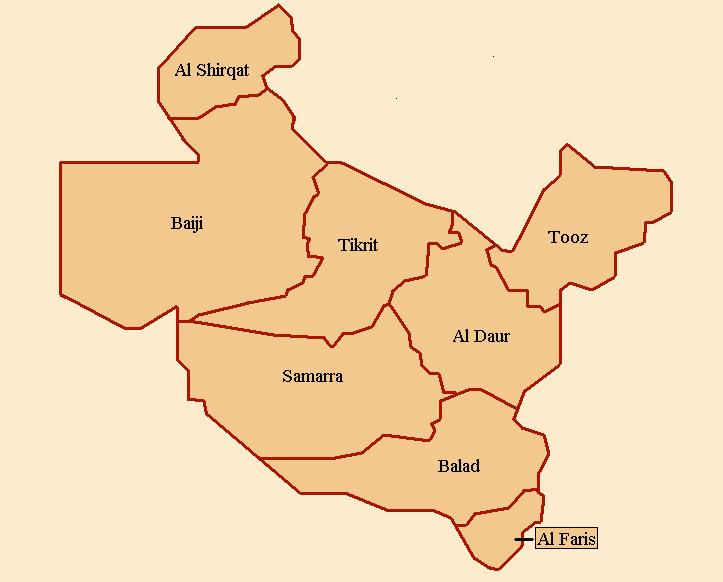
Provinsens distrikt

Saladin (alternativt Salah ad-Din eller Salah al-Din) är en provins i Irak med en yta på 24 075 km² och 1 147 402 invånare (2006). Den administrativa huvudorten är Tikrit, medan den största staden i provinsen är Samarra.
Provinsen har fått sin namn efter den kurdiske krigsherren Saladin som levde på 1100-talet.

## Administrativ indelning
Provinsen är indelad i sju distrikt:
- Baiji, Balad, al-Dawr, Samarra, al-Shirqat, Tikrit, Tooz

En källa anger även ett åttonde distrikt, al-Faris.